# Алсфелд
Алсфелд (њем. Alsfeld) град је у њемачкој савезној држави Хесен. Једно је од 19 општинских средишта округа Фогелсберг. Према процјени из 2010. у граду је живјело 17.002 становника. Посједује регионалну шифру (AGS) 6535001.

## Географија
Алсфелд се налази у савезној држави Хесен у округу Фогелсберг. Град се налази на надморској висини од 260-290 метара. Површина општине износи 129,7 km².

## Становништво
У самом граду је, према процјени из 2010. године, живјело 17.002 становника. Просјечна густина становништва износи 131 становника/km².

## Међународна сарадња
| Мјесто   | Држава               | Врста сарадње | Од    |
| -------- | -------------------- | ------------- | ----- |
| Њу Милс  | Уједињено Краљевство | партнерство   | 1962. |
| Шавил    | Француска            | партнерство   | 1974. |
| Наксков  | Данска               | партнерство   | 1962. |
| Амштетен | Аустрија             | партнерство   | 1979. |
| Извор    |                      |               |       |